# Éléphant de Fermi et von Neumann
L'éléphant de Fermi et von Neumann est un problème de mathématiques récréatives, consistant à construire une courbe plane en forme d'éléphant à partir de seulement quatre paramètres fixes. Il est né d'une discussion entre les physiciens John von Neumann et Enrico Fermi.

## Historique
Dans un article du périodique Nature de 2004, Freeman Dyson raconte sa rencontre avec Enrico Fermi en 1953, au cours de laquelle le physicien évoque son ami John von Neumann qui, en lui demandant combien de paramètres arbitraires il utilisait pour ses calculs, lui répondit : « Avec quatre paramètres, je peux dessiner un éléphant, et avec cinq je lui fais agiter sa trompe. » (« I remember my friend Johnny von Neumann used to say, with four parameters I can fit an elephant, and with five I can make him wiggle his trunk. »). Il entendait par là que les simulations de Fermi reposaient sur trop de paramètres d'entrée, présupposant un phénomène de surapprentissage.

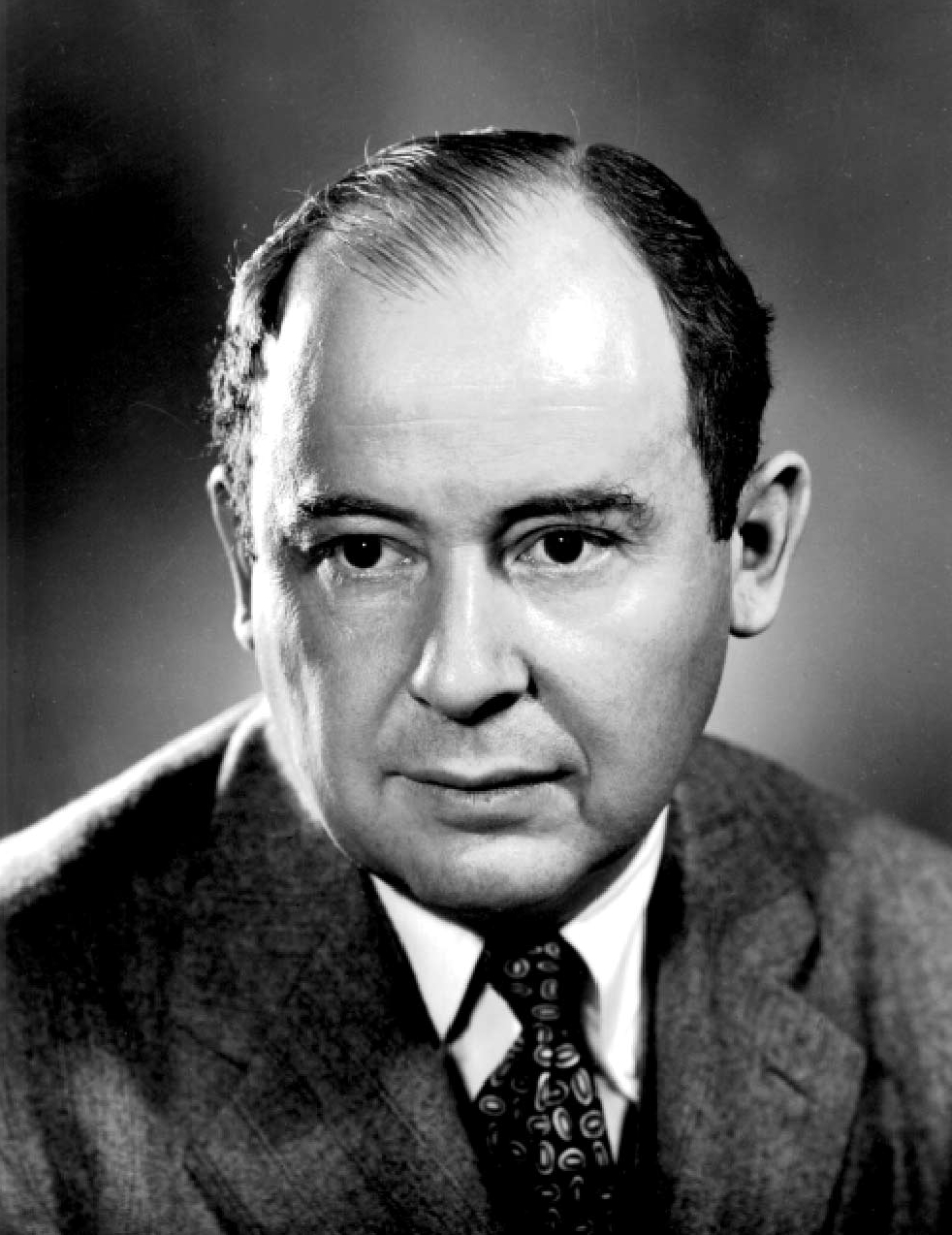
John von Neumann
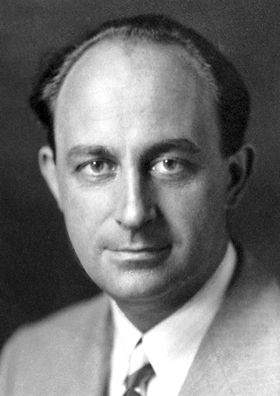
Enrico Fermi
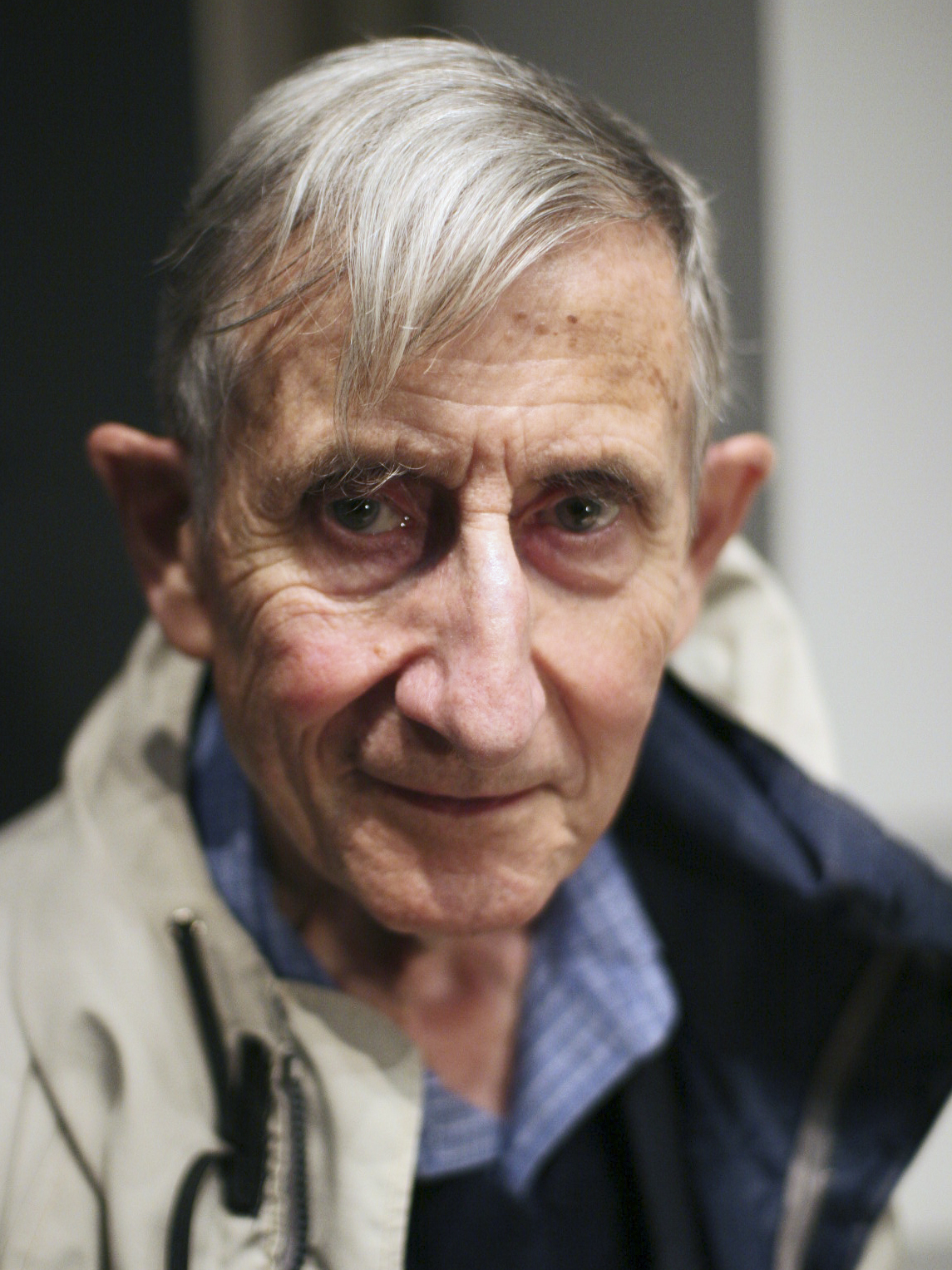
Freeman Dyson en 2005

La résolution du problème (définir quatre nombres complexes pour tracer une forme éléphantine) est devenue par la suite un sujet de recherche actif de mathématiques récréatives. La meilleure approximation a été trouvée par trois physiciens en 2010.

## Construction
La construction repose sur l'analyse de Fourier complexe.

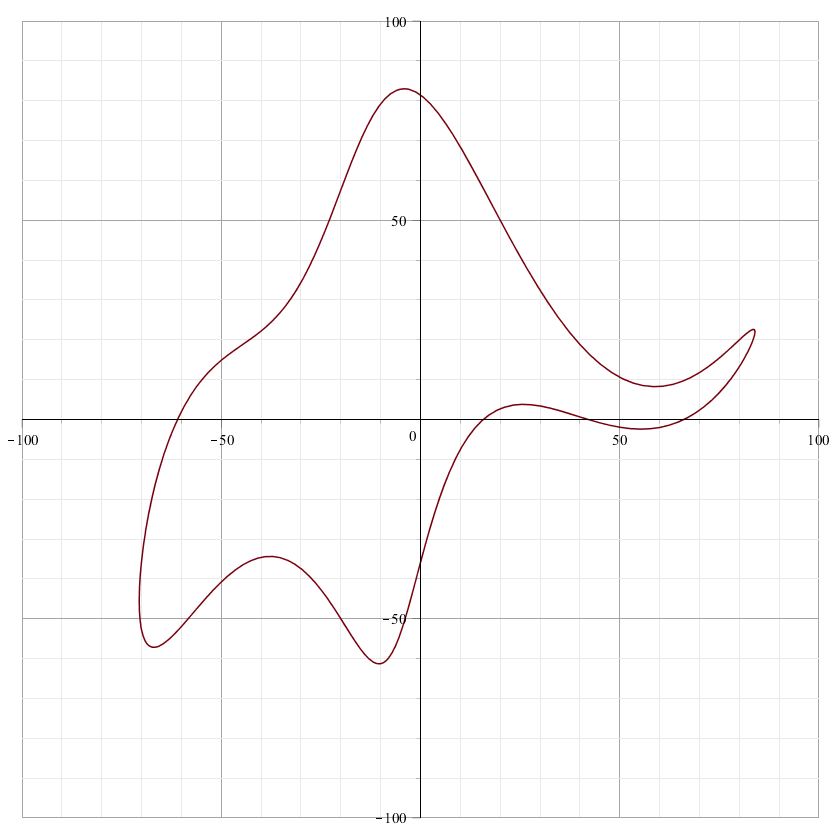
Elephant de Fermi-Neumann

La courbe trouvée en 2010 est paramétrée par :
{\displaystyle \left\lbrace {\begin{array}{lcccccc}x(t)&=&-60\cos(t)&+30\sin(t)&-8\sin(2t)&+10\sin(3t)\\y(t)&=&50\sin(t)&+18\sin(2t)&-12\cos(3t)&+14\cos(5t)\end{array}}\right.}
Les quatre paramètres fixes utilisés sont des complexes, d'affixes z1 = 50 – 30i, z2 = 18 + 8i, z3 = 12 – 10i, z4 = –14 – 60i.
Le point d'affixe z5 = 40 + 20i est ajouté pour faire l'œil de l'éléphant et cette valeur sert de paramètre au mouvement de la "trompe".